# ホールマーク・ホール・オブ・フェイム
『ホールマーク・ホール・オブ・フェイム』（Hallmark Hall of Fame）はアメリカで1951年から放送されているアンソロジー番組。グリーティングカードシェア世界1位のホールマーク (グリーティングカードメーカー)の一社提供。これまでにエミー賞を81回受賞しているほか、クリストファー賞とピーボディ賞を各10回、ゴールデングローブ賞を9回受賞をしている。

## 歴史
1951年12月24日、第1回の放送『アマールと夜の訪問者』がNBCで初放映。ホールマークカードの感謝をこめて協賛した。1954年からカラー放送。1979年からはCBS、その後PBS、CBS、ABC、CBSを経て2011年後半から再びABCでの放映となっていたが、2014年、ホールマーク社はホールマーク・チャンネルでの放映に移行し、63年間続いた地上波放送は終了した。2016年2月からホールマーク社の子会社クラウン・メディア・プロダクションが制作にかかわっており、ホールマーク社は引き続き一社提供を継続している。

## これまでの主な作品
- アマールと夜の訪問者（1951年放送）
- マクベス（1954年放送）
- テンペスト（1960年放送）
- ハムレット（1953年、1970年放送）
- リチャード二世
- じゃじゃ馬ならし
- バラントレーの若殿（1984年放送）
- 永遠のワルツ/白い犬とワルツを